# Cantón de Droué
El cantón de Droué era una división administrativa francesa, que estaba situada en el departamento de Loir y Cher y la región de Centro-Valle de Loira.

## Composición
El cantón estaba formado por doce comunas:
- Bouffry
- Boursay
- Chauvigny-du-Perche
- Droué
- Fontaine-Raoul
- La Chapelle-Vicomtesse
- La Fontenelle
- Le Gault-Perche
- Le Poislay
- Romilly
- Ruan-sur-Egvonne
- Villebout

## Supresión del cantón de Droué
En aplicación del Decreto n.º 2014-213 de 21 de febrero de 2014, el cantón de Droué fue suprimido el 22 de marzo de 2015 y sus 12 comunas pasaron a formar parte del nuevo cantón de Le Perche.